# Atentát v katedrále svaté Dominiky

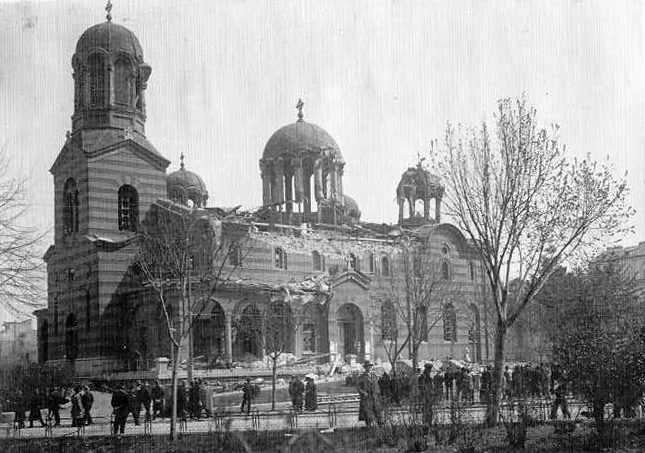
Následky útoku na katedrálu sv. Dominiky

Atentát v katedrále sv. Dominiky v bulharské Sofii se uskutečnil 16. dubna 1925. Šlo o velký bombový útok spáchaný v katedrále svaté Dominiky během pohřbu bulharského generála Konstantina Georgieva. Provedla jej skupina bulharských komunistů a zahynulo při něm celkem 213 lidí, především členů politické a vojenské elity země, dalších 500 lidí bylo zraněno. Je nejhorším teroristickým útokem v dějinách Bulharska.

## Pozadí a příprava útoku
Po neúspěchu Zářijového povstání v roce 1923 se Komunistická strana Bulharska dostala do velmi tíživé situace. V roce 1924 byla oficiálně zakázána a mnoho jejích členů zatčeno. Strana se stáhla do ilegality. Ve snaze zabránit ohrožování její další existence a chránit ji před represemi se Ústřední výbor strany rozhodl založit ozbrojené křídlo, kterému velel major Kosťa Jankov a kapitán Ivan Minkov. Ti založili malou, izolovanou teroristickou skupinu, nazývanou Šestorki, která uskutečňovala menší teroristické útoky namířené hlavně proti policii a armádě.
K ochraně komunistické strany to však velmi neprospělo, represálie proti ní se zvyšovaly a na začátku roku 1925 bylo několik jejích funkcionářů zavražděno. Jako odpověď na tyto události vedení ozbrojeného křídla strany předložilo Ústřednímu výboru návrh na uskutečnění velkého teroristického útoku, který by výrazně oslabil státní moc a uchránil tak Komunistickou stranu Bulharska před úplnou likvidací, případně jí dokonce otevřel cestu k převzetí moci v zemi. Plán útoku počítal se zavražděním významného vládního funkcionáře a jeho následným pohřbem, kterého by se zúčastnili představitelé vládnoucí elity Bulharska. Na pohřbu tak mělo následně dojít ke zničujícímu bombovému útoku. Ačkoliv Ústřední výbor strany plán zpočátku přivítal, po diskuzích se členy Kominterny ho nakonec jednoznačně zamítl. Vedení ozbrojeného křídla se však navzdory tomu rozhodlo uskutečnit útok „na vlastni pěst“ a tajně pověřilo velitele skupiny Šestorki Petra Abadžijeva jeho přípravou.

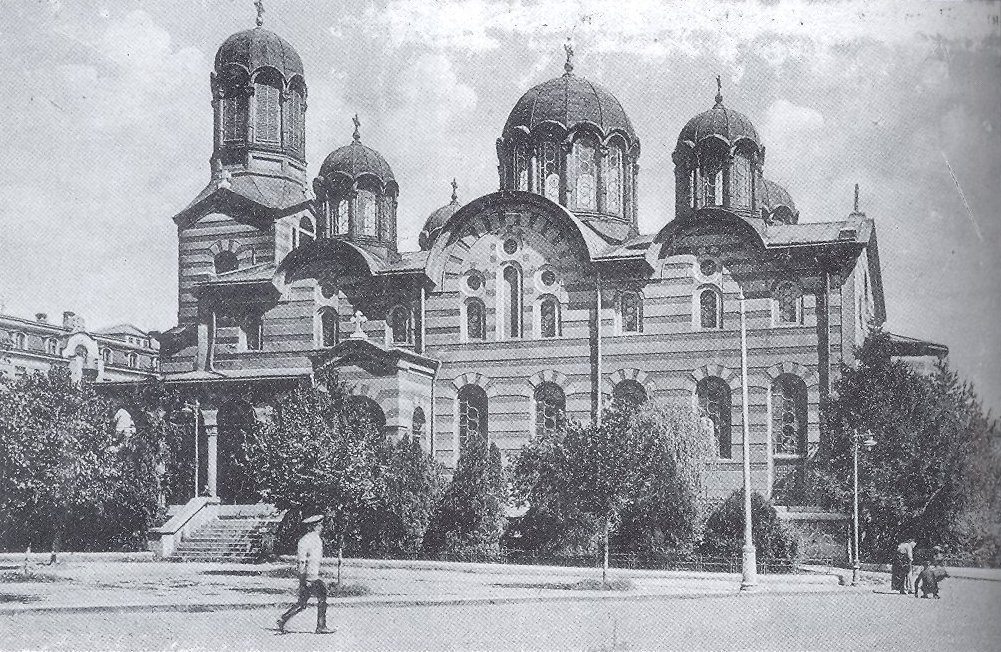
Katedrála sv. Dominiky v roce 1922

Dne 14. dubna 1925 terorista Atanas Todovičin zavraždil v Sofii náměstka vládnoucí strany Demokratická dohoda generála Konstantina Georgieva, který právě vycházel z chrámu po návštěvě večerní liturgie. Jeho pohřeb byl následně naplánovaný na Zelený čtvrtek 16. dubna, zúčastnit se ho plánovalo množství státních představitelů.

## Útok

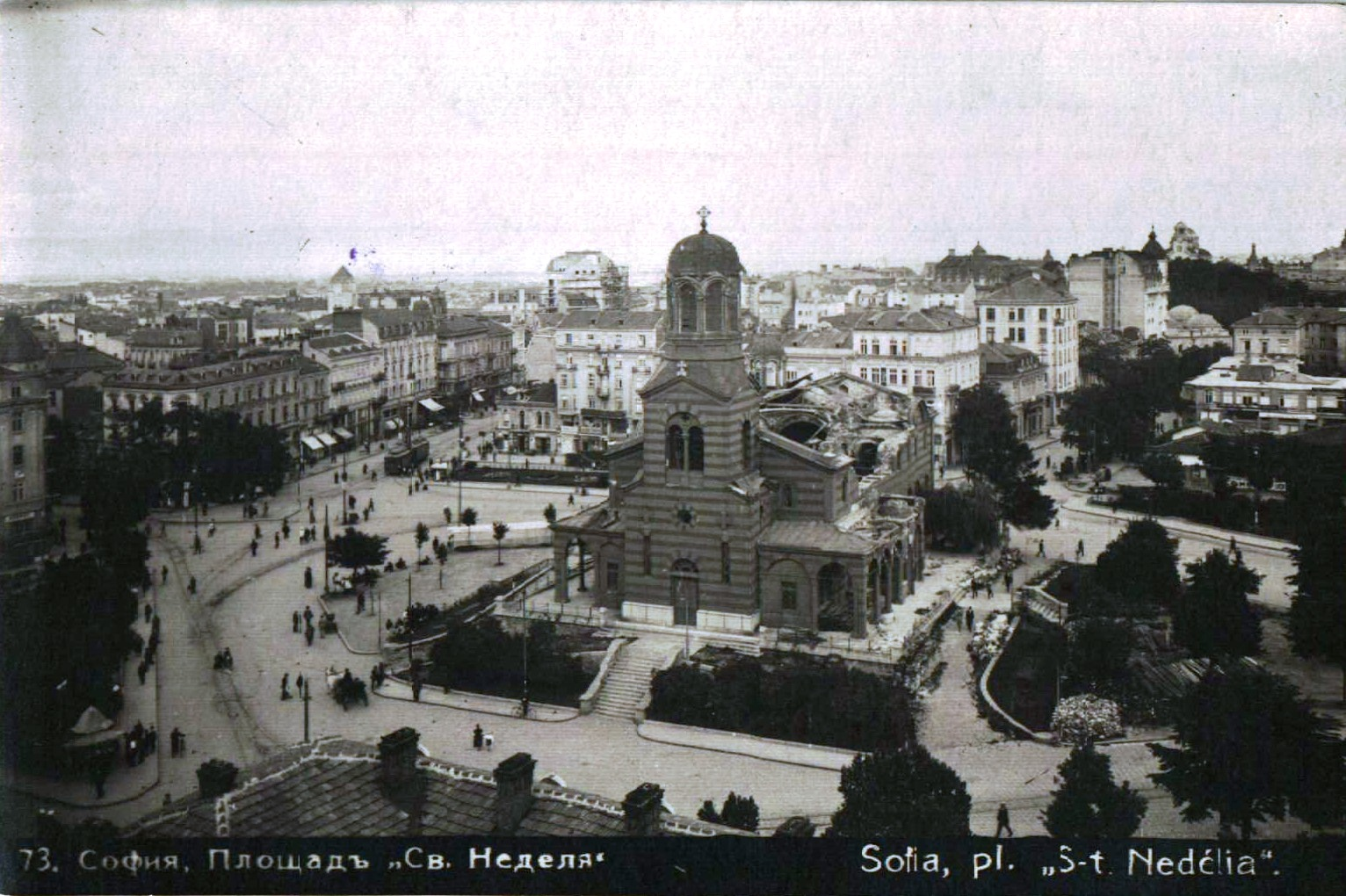
Katedrála sv. Dominiky po atentátu

Dne 16. dubna asi o 7. hodině ráno správce chrámu Zadgorski tajně zavedl teroristu Nikolu Petrova do podkroví chrámu, kde byly připravené výbušniny. Smuteční liturgie začala ve tři hodiny odpoledne. V 15.20 dal Zadgorski Petrovovi signál k zapálení patnáctimetrové odpalovací šňůry spojené s výbušninami, hned na to opustili budovu. Následná mohutná exploze způsobila obrovské škody, úplně zničila hlavní kupoli budovy, jejíž trosky zasypaly osazenstvo přeplněné katedrály.
Konečným důsledkem útoku bylo 213 mrtvých a víc než 500 zraněných. Všichni členové vlády útok přežili, včetně bulharského cara Borise III., který se měl původně liturgie také zúčastnit, ale nakonec svou účast odřekl. Mezi oběťmi však byli například generál Kalin Najdenov, který byl bulharským ministrem války během první světové války, velitel armády Stefan Nerezov, významní generálové Ivan Popov a Grigor Kjurkčiev, starosta Sofie Paskal Paskalev a také mnoho poslanců parlamentu a vysoko postavených policejních důstojníků.

## Následky
Ještě v den útoku bylo v zemi zavedeno stanné právo. Útok podnítil protikomunistické krvavé represálie, které organizovala hlavně armáda s tichou podporou vlády. V následujících dvou týdnech po útoku bylo bez soudu popraveno víc než 450 lidí, včetně iniciátorů útoku Jankova a Minkova. Drtivá většina popravených však s atentátem neměla nic společného a byly mezi nimi i významné osobnosti, jako básník Geo Milev či novinář Josif Herbst.

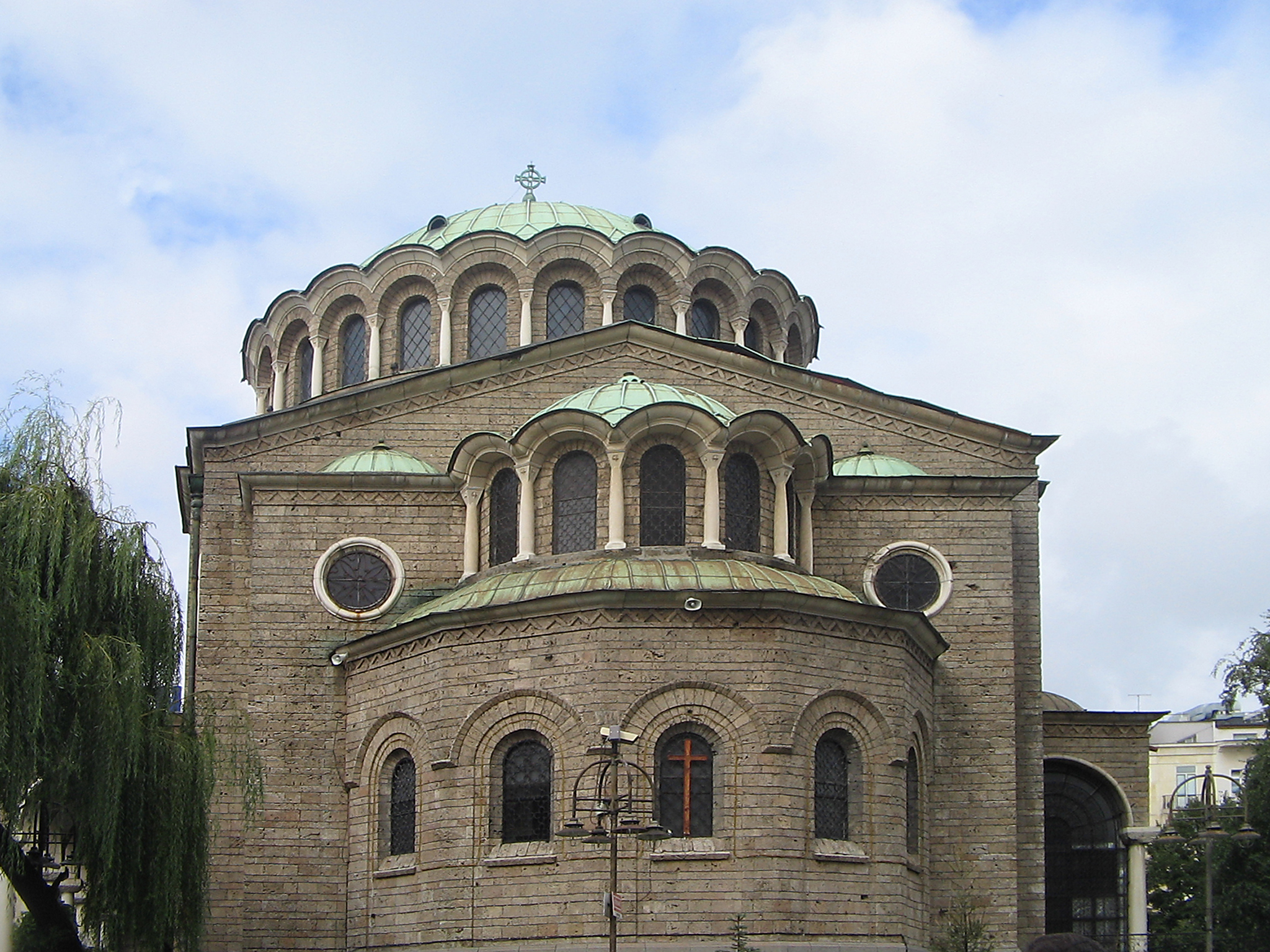
Nynější podoba katedrály sv. Dominiky